# Palalahada
Palalahada es una ciudad censal situada en el distrito de Angul en el estado de Odisha (India). Su población es de 5749 habitantes (2011). Se encuentra a 143 km de Cuttack.

## Demografía
Según el censo de 2011 la población de Palalahada era de 5749 habitantes, de los cuales 2992 eran hombres y 2757 eran mujeres. Palalahada tiene una tasa media de alfabetización del 86,06%, superior a la media estatal del 72,87%: la alfabetización masculina es del 91,86%, y la alfabetización femenina del 79,81%.